# Zadržovací právo
V kontextu českého práva je zadržovací právo neboli retenční právo jedno z věcných práv k cizí věci, jehož podstatou je oprávnění zadržet cizí movitou věc, kterou má věřitel oprávněně u sebe, a to k zajištění své pohledávky vůči osobě, které by jinak byl povinen tuto věc vydat (tím nemusí být vždy vlastník věci). Toto právo má tedy zajišťovací funkci a typicky může být realizováno např. v případě opravy věci, kterou ale objednatel nebude chtít zaplatit, ačkoli zajišťovaný dluh vlastně obecně nemusí se zadrženou věcí vůbec souviset.

## Vznik a zánik zadržovacího práva
Zadržovaná věc musí být v dosavadní detenci věřitele vždy oprávněně, nemůže tedy zadržet věc, které se zejména zmocnil násilně nebo lstí. Zajišťovaná pohledávka musí být splatná, ledaže dlužník nezajistí svůj dluh jinak, ačkoli jej zajistit měl, nebo pokud se výslovně vyjádří či je z okolností zcela zřejmé, že jej splnit nehodlá. Nelze také zadržet věc, jestliže byl tento způsob zajištění předem smluvně vyloučen. Zadržovací právo též nelze uplatnit pro dluhy vzniklé v pracovněprávních vztazích.
Na rozdíl od dřívějšího občanského zákoníku platná právní úprava nestanoví výslovně, že zadržovací právo vzniká jednostranným právním jednáním věřitele, lze to však z ní odvodit, protože danou věc ze své vlastní vůle zadrží. Následná povinnost vyrozumět dlužníka o zadržení (v případě, že původní smlouva byla uzavřena písemně, je třeba i písemného vyrozumění) má pak již jen notifikační charakter.
Zadržovací právo zaniká zánikem zajištěné pohledávky (typicky zaplacením), zánikem zadržené věci, vzdá-li se ho věřitel jednostranně nebo dohodou s vlastníkem věci (např. věc dobrovolně vydá), dostane-li se věc trvale z jeho moci nebo získá-li dostatečnou jistotu, kterou ovšem může poskytnout kdokoli.

## Obsah zadržovacího práva
Během zadržení se věřitel musí o věc starat s péčí řádného hospodáře, chránit ji před poškozením, ztrátou nebo zničením, jinak odpovídá za škodu. Přímo užívat věc může jen se souhlasem dlužníka. Pokud mu ale vzniknou v souvislosti s péčí o věc náklady, musí je uhradit dlužník. Podstatou zadržovacího práva je zajištění pohledávky, nebude-li tedy řádně a včas uhrazena, může být věc prodána v dražbě, přičemž z výtěžku zpěněžení má pak věřitel zcela přednostní právo na uspokojení své pohledávky, a to i před případným zástavním věřitelem.

## Zvláštní zadržovací práva
Kromě této obecné úpravy zadržovacího práva zná český občanský zákoník i zvláštní případy zadržení:
- pronajímatel může kvůli nezaplacenému nájemnému zadržet věci nájemce[6]
- skladovatel může zadržet skladovanou věc, aby si zajistil dluh ze smlouvy o skladování[7]
- k zajištění dluhů z komisionářské smlouvy může věci, které má u sebe, zadržet komisionář[8]
- správce cizího majetku jej může zadržet, aby si zajistil pohledávky ze správy[9]
- vlastník pozemku může zadržet movitou věc, která mu na něm způsobila škodu[10]